# ماري عجمي
ماري بنت عبدو بن يوسف عجمي (1888 - 25 ديسمبر 1965)، شاعرة سورية ولدت في دمشق وتوفيت فيها، وعاشت في سورية، ولبنان، والعراق، وفلسطين، ومصر.

## دراستها
التحقت بالمدرسة الإيرلندية في دمشق، ثم بالمدرسة الروسية، ثم درست التمريض في الجامعة الأمريكية في بيروت (1906)، غير أنها لأسباب صحية لم تكمل دراستها فعادت إلى دمشق.

## عملها

### في التدريس
عملت معلمة في مدارس عدة في المدن والبلدان: مدينة زحلة بلبنان (1903- 1904)، ومدينة بورسعيد بمصر (1908)، ومدينة الإسكندرية (1909)، والمدرسة الروسية ومعهد الفرنسيسكان بدمشق، كما عملت في فلسطين والعراق.

### في الصحافة
أنشأت أول مجلة نسائية باسم «العروس» في الإسكندرية (1910)، ثم نقلت نشاطها إلى دمشق، واستمرت في الصدور حتى (1914) ثم توقفت بسبب الحرب العالمية الأولى، وعاودت الصدور (1918- 1926).

### في الحقل الأدبي
أسست النادي الأدبي النسائي في دمشق، وجمعية نور الفيحاء وناديها، ومدرسة لبنات الشهداء (1920)، وكانت عضو الرابطة الأدبية التي تأسست في دمشق أوائل العشرينيات.

## شعرها
التزمت في شعرها بالوزن والقافية، وتناولت القضايا الاجتماعية والسياسية والوطنية في فترة الحكم العثماني والفرنسي، ودافعت عن قضايا المرأة.

## مؤلفاتها

### الإنتاج الشعري
- لها «دوحة الذكرى»: مجموعة مختارة تضم بعض آثارها الشعرية والنثرية - تقديم عفيفة صعب - مطابع وزارة الثقافة والإرشاد القومي- دمشق 1969 .

### الأعمال الأخرى
- لها تعريب لرواية بعنوان: «المجدلية الحسناء» - مطبعة قسطنطين بني - حمص 1913، وترجمة عن الإنجليزية لكتاب «أمجد الغايات»- 1927.

## الجوائز
فازت بالجائزة الأولى في مسابقة درس الكتاب المقدس الإرلندي (1901)، وفازت قصيدتها «الفلاح» بالجائزة الأولى في مسابقة إذاعة لندن (1946)، كما أنها فازت بالجائزة الأولى في العام التالي.
أقام لها اتحاد الجمعيات النسائية حفل تأبين بجامعة دمشق شارك فيه كثير من أدباء وأديبات الشام.

## وصلات خارجية
- ترجمتها في معجم البابطين